# Váradi Mátyás
Váradi Mátyás (Sóvárad, 1638 – Kézdivásárhely, 1684 után) református lelkész, orvos.

## Életpályája
1638-ban született az erdélyi Sóváradon. Tanulmányait Marosvásárhelyen és Kolozsváron végezte, ahol Apáczai Csere János tanítványa volt. Később Leydenben, Utrechtben, Franekerben folytatott teológiai és orvosi tanulmányokat, majd 1669-ben a franekeri egyetemen  szerzett orvosi és teológiai doktorátust. 1670-től 1680-ig kézdivásárhelyi pap volt, 1672-től pedig kézdi esperes. 1680 körül a papi működéstől chiliaszta nézetei miatt eltiltották, ezután csak orvosi tevékenységének élt.

## Munkássága
Országos hírű orvos volt, himlőről és a kanyaróról, majd a tüdővészről írt latin nyelvű értekezései a magyar orvostörténet jelentős határkövei.

## Főbb munkái
- Disputatio theologia de votis… (Utrecht, 1666)
- Disputatio medica de variolis et morbilis… (Utrecht, 1667)
- Égő szövétnek avagy ragyogó fáklya… (Francker, 1668)
- Disputatio Medica Inauguralis de Phthisi (Francker, 1669).